# L'Enchanteur Alcofrisbas
 (juillet 2025).
Pour plus de détails, voir Fiche technique et Distribution.
L'Enchanteur Alcofrisbas est un film de Georges Méliès sorti en 1903 au début du cinéma muet.